# Voo Continental Airlines 128
O voo Continental Airlines 128, feito por um Boeing 767-200ER, registro N76156, é um voo comercial entre a cidade do Rio de Janeiro, Brasil e Houston, Estados Unidos. Tornou-se conhecido após ter desviado para o Aeroporto Internacional de Miami, no dia 3 de agosto de 2009, depois de enfrentar uma severa turbulência na rota. O avião sobrevoava a região entre Porto Rico e as ilhas Turks e Caicos, cerca de 50 milhas ao norte da República Dominicana.
Pelo menos 26 pessoas a bordo ficaram feridas, sendo quatro em condições mais sérias.
Conforme Kathleen Bergen, porta-voz da FAA, a agência norte-americana de aviação civil, disse que o avião pousou em Miami por volta das 5h30min locais (6h30min em Brasília), cerca de uma hora depois de atravessar a zona de turbulência.
Segundo a companhia, no momento da turbulência os avisos de "apertar cintos" estavam acesos, porém muitos passageiros estavam sem os cintos, fazendo com que fossem jogados contra o teto. A causa oficial deste incidente ainda está em investigação.